# Kajratbek Tügölbajew
Kajratbek Tügölbajewicz Tügölbajew (ur. 14 września 1992 roku) – kirgiski zapaśnik walczący w stylu klasycznym. Zajął siódme miejsce w  mistrzostwach świata w 2015. Jedenasty w indywidualnym Pucharze Świata w 2020. Brązowy medalista mistrzostw Azji w 2021. Brązowy medalista igrzysk Solidarności Islamskiej w 2017 roku.